# Золотая карета (кинопремия)
«Золотая карета» (фр. Carrosse d'or) — ежегодная кинематографическая награда, основанная в 2002 году Обществом французских кинорежиссёров (фр. Société des Réalisationurs de Films — SRF). Присуждается режиссёру за «новаторские подходы к фильмам, находчивость, храбрость и верность принципам творческой независимости» и вручается в рамках открытия секции «Двухнедельника режиссёров» — конкурсной программы, проводимой параллельно с основной программой Каннского международного кинофестиваля, которая организуется под эгидой Общества французских кинорежиссёров. Её получают выдающиеся деятели кинематографа, как доказательство признания их творчества.
Премия названа в честь фильма «Золотая карета» французского кинорежиссёра Жана Ренуара. Награда представляет собой позолоченную бронзовую статуэтку выполненную в виде кареты по мотивам фильма Ренуара, созданную скульптором Лили Легувелло (Lili Legouvello).

## Лауреаты по годам
- 2002 — Жак Розье (фр. Jacques Rozier)[2]
- 2003 — Клинт Иствуд
- 2004 — Нанни Моретти
- 2005 — Усман Сембен
- 2006 — Дэвид Кроненберг
- 2007 — Ален Кавалье
- 2008 — Джим Джармуш
- 2009 — Наоми Кавасэ
- 2010 — Аньес Варда
- 2011 — Джафар Панахи[4]
- 2012 — Нури Бильге Джейлан[5]
- 2013 — Джейн Кэмпион
- 2014 — Ален Рене (посмертно)[6]
- 2015 — Цзя Чжанкэ
- 2016 — Аки Каурисмяки[7]
- 2017 — Вернер Херцог
- 2018 — Мартин Скорсезе[3]
- 2019 — Джон Карпентер[8]
- 2021 — Фредерик Уайзман
- 2022 — Келли Райхардт[9]
- 2023 — Сулейман Сиссе[10]
- 2024 — Андреа Арнольд[11]
- 2025 — Тодд Хейнс[12]